# Флавия Юлия Констанция
Флавия Юлия Констанция (след 293 – 330 г.) е римска императрица.

## Биография
Тя е дъщеря на римския император Констанций Хлор и втората му съпруга Флавия Максимиана Теодора.
През 313 г. император Константин I, който е полубрат на Констанция, я дава за съпруга на своя съимператор Лициний по повод на тяхната среща в Медиолан. През 315 г. тя ражда син, Валерий Лициниан Лициний, и когато борбата между Константин и Лициний започва през 316 г., тя застава на страната на съпруга си. Втората война между двамата императори започва през 324 г. След поражението на Лициний Констанция се застъпва пред Константин за живота на своя съпруг. Константин пощадява живота на Лициний и го задължава да живее в Тесалоника като редовен гражданин, но на следващата година (325) той заповядва Лициний да бъде убит. Втори удар за Констанция е смъртта на нейния син Лициниан – също по заповед на Константин.
През следващите години Констанция живее в двора на брат си, приемайки почести (нейната титла е nobilissima femina). Тя преминава към християнството, подкрепяйки арианската група на Никейския събор (325 г.).